# Мухавка
Мухавка (укр. Мухавка) — село в Нагорянской сельской общине Чортковского района Тернопольской области Украины.
Население по переписи 2001 года составляло 706 человек. Почтовый индекс — 48544. Телефонный код — 3552.